# Válber (ur. 1967)
Válber, właśc. Válber Roel de Oliveira (ur. 31 maja 1967 w Rio de Janeiro) – brazylijski piłkarz, występujący na pozycji środkowego obrońcy.

## Kariera klubowa
Válber rozpoczął piłkarską karierę w Tomazinho Futebol Clube w 1987 roku. W latach 1988–1992 grał w klubach z Rio de Janeiro: São Cristóvão, Fluminense FC i Botafogo. W 1992 roku został zawodnikiem São Paulo FC. Z São Paulo zdobył Copa Libertadores 1992 i 1993, Puchar Interkontynentalny w 1992 i 1993, Copa CONMEBOL 1994 oraz mistrzostwo stanu São Paulo – Campeonato Paulista w 1992 roku.
W latach 1995–1997 grał w CR Flamengo i ponownie w São Paulo. W 1997 został zawodnikiem CR Vasco da Gama. Z Vasco da Gama zdobył Copa Libertadores 1998, mistrzostwo Brazylii 1997 oraz mistrzostwo Rio de Janeiro – Campeonato Carioca w 1998 roku. W latach 1999–2001 grał w Botafogo, Fluminense FC, Coritibie i Santosie FC.
Później grał w kilku klubach, jednakże nie odniósł większych sukcesów i 2008 roku zakończył karierę jako zawodnik Amériki Rio de Janeiro.

## Kariera reprezentacyjna
Válber ma za sobą powołania do reprezentacji Brazylii, w której zadebiutował 1 sierpnia 1992 w wygranym 5-0 towarzyskim meczu z reprezentacją Meksyku zastępując w 83 min. Ronaldão. W 1993 roku wystąpił w Copa América 1993. Na turnieju wystąpił we wszystkich czterech meczach Brazylii z: Peru, Chile, Paragwajem oraz Argentyną. Ostatni raz w reprezentacji wystąpił w 25 lipca 1993 w meczu z Boliwią w eliminacjach Mistrzostw Świata 1994. Ogółem w reprezentacji rozegrał 12 meczów.